# Ostrá Lúka
Ostrá Lúka (bis 1927 slowakisch auch „Ostrolúka“; ungarisch Osztroluka) ist ein Ort und eine Gemeinde in der Mittelslowakei mit 333 Einwohnern (Stand 31. Dezember 2024) und liegt im Okres Zvolen, einem Teil der höheren Verwaltungseinheit Banskobystrický kraj.

## Geographie
Der Ort liegt am Nordrand des Talkessels Pliešovská kotlina, zwischen den Schemnitzer Bergen und dem Javorie, 11 Kilometer von Zvolen gelegen. Durch das Gemeindegebiet fließt der Bach Suchý potok, ein linker Zufluss von Hron.

## Geschichte

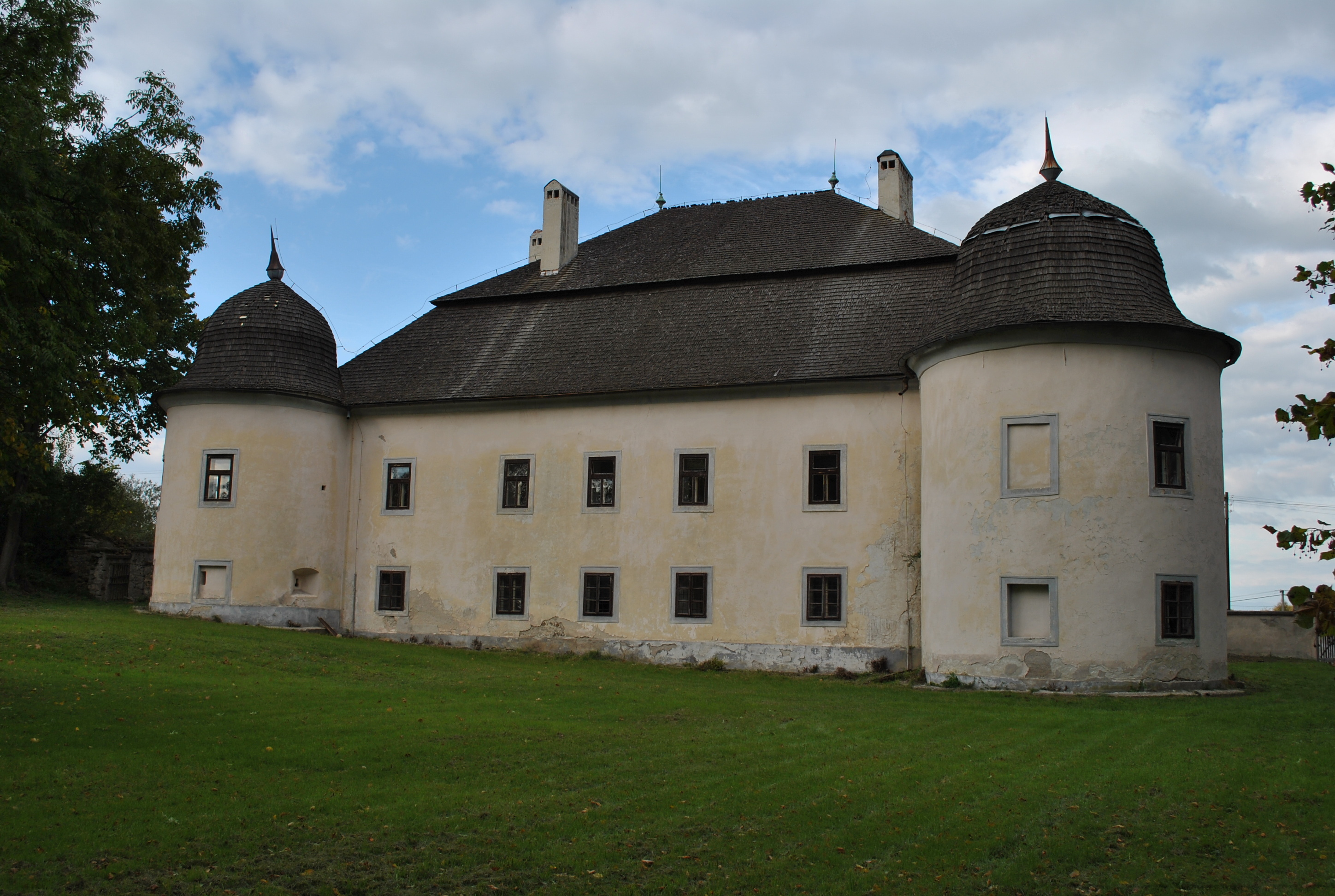
Landschloss im Ort

Ostrá Lúka wurde zum ersten Mal 1332 als Stroluca erwähnt, einigen Quellen zufolge erscheint sie bereits im Jahr 1280. Durch das Mittelalter gehörte das Dorf zum Herrschaftsgut der Burg Dobrá Niva. Im frühen 15. Jahrhundert gibt es einen Nachweis über eine gotische Holzkirche, deren Grundbau neben dem katholischen Friedhof man erkennen kann. Das bekannteste Geschlecht des Ortes ist das der Familie Ostrolúcky, zu dessen das Dorf seit dem späten 15. Jahrhundert gehörte und bis zum Zweiten Weltkrieg lebte. Im 17. Jahrhundert baute das Geschlecht ein Renaissance-Landschloss im Ort, im 18. Jahrhundert teilweise klassizistisch umgebaut. Die Familie hatte einige wichtige Funktionen des Komitats Sohl inne. In der ersten Hälfte des 19. Jahrhunderts wird Ostrá Lúka mit der nationalen Wiedergeburt der Slowaken verbunden, insbesondere mit der Person von Ľudovít Štúr, der das Dorf mehrere Male besuchte.

## Bevölkerung
| Jahr                | 1994 | 2004    | 2014     | 2024    |
| ------------------- | ---- | ------- | -------- | ------- |
| Anzahl der Personen | 244  | 268     | 306      | 333     |
| Unterschied         |      | +9,83 % | +14,17 % | +8,82 % |

| Jahr                | 2023 | 2024 |
| ------------------- | ---- | ---- |
| Anzahl der Personen | 333  | 333  |
| Unterschied         |      | +0 % |